# Northwinds
Northwinds è il secondo album da solista del cantante britannico David Coverdale, pubblicato nel marzo del 1978.

## Tracce
1. Keep On Giving Me Love – 5:17 (David Coverdale, Micky Moody)
2. Northwinds – 6:14 (Coverdale)
3. Give Me Kindness – 4:35 (Coverdale)
4. Time & Again – 4:03 (Coverdale)
5. Queen of Hearts – 5:17 (Coverdale, Moody)
6. Only My Soul – 4:37 (Coverdale)
7. Say You Love Me – 4:22 (Coverdale)
8. Breakdown – 5:16 (Coverdale, Moody)

Tracce bonus nella ristampa del 2000
1. Shame the Devil – 3:36 (Coverdale)
2. Sweet Mistreater – 3:45 (Coverdale)

## Formazione
- David Coverdale – voce, pianoforte (traccia 2), pianoforte elettrico (tracce 3 e 4)
- Micky Moody – chitarre, cori
- Roger Glover – basso, clavinet, sintetizzatore
- Tim Hinkley – tastiere, cori
- Alan Spenner – basso
- Tony Newman – batteria, percussioni
- Graham Preskett – violino
- Lee Brilleaux – armonica (traccia 1)
- Ronnie James Dio, Wendy Dio – cori (traccia 3)